# 율리야 크루글로바
율리야 안드레예브나 크루글로바(러시아어: Ю́лия Андре́евна Кругло́ва, 1995년 11월 25일~)는 러시아의 사격 선수로 주 종목은 소총이다. 결혼 전 이름은 율리야 안드레예브나 지코바(러시아어: Ю́лия Андре́евна Зы́кова, 러시아어 발음: [ˈjʉlʲɪjə ɐnˈdrʲejɪvnə ˈzɨkəvə])였으며 2020년 하계 올림픽 여자 50m 소총 3자세 부문에서 은메달을 획득했다.

## 경력
크라스노야르스크에서 태어났으며 2011년 러시아 주니어 국가대표로 발탁되었다. 이후 2015년에 러시아 국가대표로 발탁되었다.
2018년 9월 대한민국 창원에서 열린 2018년 세계 선수권 대회에 참가했고 율리야 카리모바, 폴리나 호로셰바와 함께 여자 50m 소총 3자세 단체전에서 동메달을 획득했다.
2021년 7월 도쿄에서 열린 2020년 하계 올림픽에 러시아 올림픽 위원회 대표 선수로 참가했으며 여자 50m 소총 3자세 종목에서 스위스의 니나 크리스텐의 뒤를 이어 은메달을 획득했다.

## 개인사
2022년 7월 사격 코치인 세르게이 크루글로프(러시아어: Сергей Круглов)와 결혼했다. 그녀는 결혼하며 남편의 성을 따랐고 그녀의 친지들은 이 결정에 크게 실망했다. 그녀에게는 딸 키라 크루글로바(러시아어: Кира Круглова)가 있다.

## 수상

### 수훈
- 조국공헌메달 1급(2021년 8월 11일)
- 명예 러시아 체육 명장(2021년)